# Larissa Papenmeier

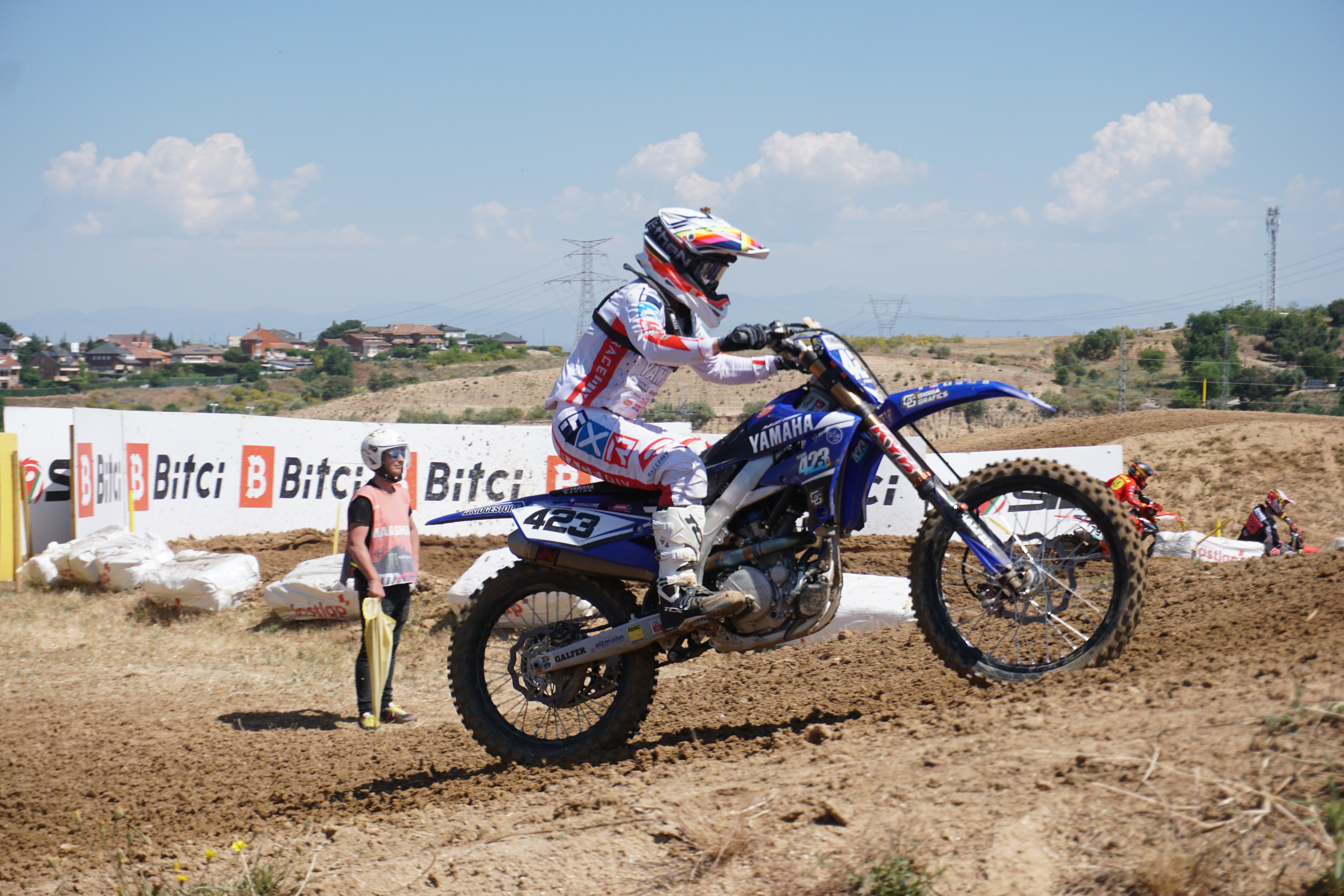
Larissa Papenmeier bei der Motocross-Weltmeisterschaft 2022 in Spanien

Larissa Papenmeier (* 27. Januar 1990) ist eine deutsche Motorradrennfahrerin und zehnfache Siegerin der Deutschen Motocross-Meisterschaft der Damen.

## Karriere
Papenmeier begann ihre Motorsportkarriere im Alter von sechs Jahren mit ihrer ersten Teilnahme an einem Motocross-Club-Rennen und später bei verschiedenen nationalen Meisterschaften. Sie gewann in den folgenden Jahren 10-mal die Deutsche Motocross-Meisterschaft der Damen. International wurde sie ab Anfang der 2000er Jahre bekannt, als sie in der Saison 2008 erstmals in der FIM Women’s Motocross World Championship fuhr und dort im Folgejahr 2009 den 2. Platz erreichte. Zwischen 2010 und 2022 erreichte sie acht Mal die Top 3 der Women’s Motocross World Championship.
Papenmeier lebt in Bünde.

## Erfolge
| Jahr | Meisterschaft                        | Platz |
| ---- | ------------------------------------ | ----- |
| 2008 | Women’s Motocross World Championship | 4.    |
| 2009 | Women’s Motocross World Championship | 2.    |
| 2010 | Women’s Motocross World Championship | 3.    |
| 2011 | Women’s Motocross World Championship | 3.    |
| 2012 | Women’s Motocross World Championship | 19.   |
| 2013 | Women’s Motocross World Championship | 19.   |
| 2014 | Women’s Motocross World Championship | 6.    |
| 2015 | Women’s Motocross World Championship | 16.   |
| 2016 | Women’s Motocross World Championship | 3.    |
| 2017 | Women’s Motocross World Championship | 5.    |
| 2018 | Women’s Motocross World Championship | 3.    |
| 2019 | Women’s Motocross World Championship | 3.    |
| 2019 | Motocross World Championship         | 16.   |
| 2020 | Women’s Motocross World Championship | 3.    |
| 2021 | Women’s Motocross World Championship | 4.    |
| 2022 | Women’s Motocross World Championship | 3.    |
| 2023 | Women’s Motocross World Championship | 7.    |
| 2024 | Women’s Motocross World Championship | 6.    |